# أم أرطاء (عفيف)
أم أرطاء، هي قرية من فئة (ب) تقع في محافظة عفيف، والتابعة لمنطقة الرياض في السعودية. وتبعد أم أرطاء عن محافظة عفيف بمسافة تقارب () كم.